# European Hit Radio
European Hit Radio (EHR) ist ein Hörfunksender aus der lettischen Hauptstadt Riga und litauischen Hauptstadt Vilnius.
Der Sender war bei Gründung 1992 durch Uģis Polis and Jānis Krauklis als Radiodejas einer der ersten privaten Hörfunksender des Baltikums. 1994 erfolgte die Umbenennung in Super FM, seit dem 1. November 2002 trägt der Sender den heutigen Namen. Das Musikprogramm besteht vorwiegend aus Chart- und Dancemusik, der Sender kann auf verschiedenen Frequenzen in ganz Lettland und auch in der litauischen Hauptstadt Vilnius sowie in Klaipėda und Kaunas empfangen werden, ferner in der ungarischen Stadt Zalaegerszeg.